# بوب بارنويل
بوب بارنويل (بالإنجليزية: Bob Barnwell)‏ هو مدرب كرة سلة أمريكي، ولد في 1916 في سبرينغفيلد في الولايات المتحدة، وتوفي في 19 سبتمبر 1985 في مقاطعة باسكو في الولايات المتحدة.